# Thạch tùng dẹp
Thạch tùng dẹp hay còn gọi là thạch tùng dẻ quạt, rêu nền nhà, (danh pháp khoa học: Diphasiastrum complanatum) là một loài thực vật có mạch trong Họ Thạch tùng. Loài này được (L.) Holub mô tả khoa học đầu tiên năm 1975.

## Hình ảnh

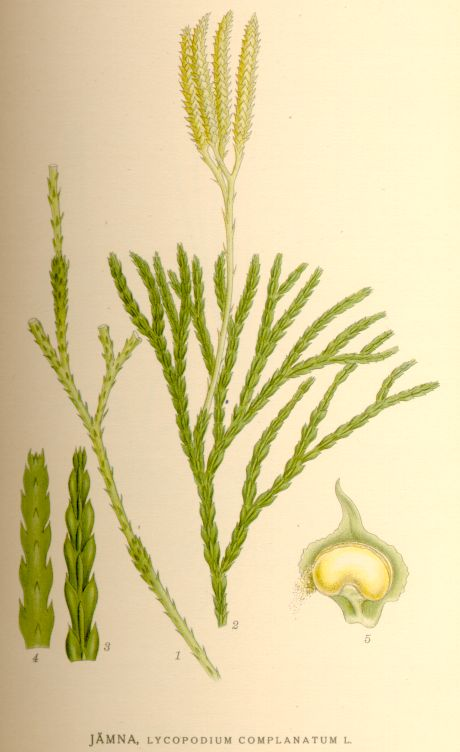
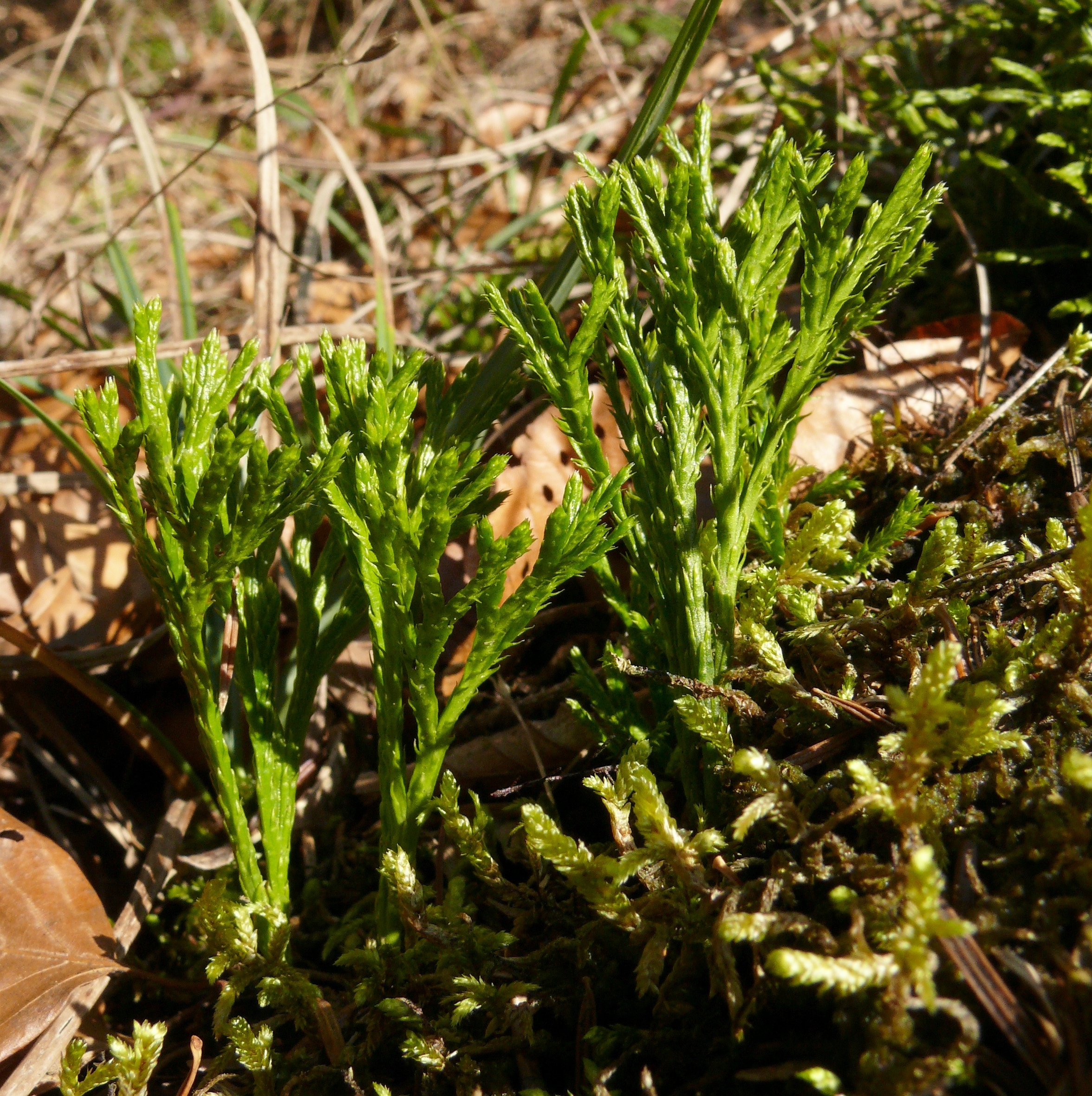
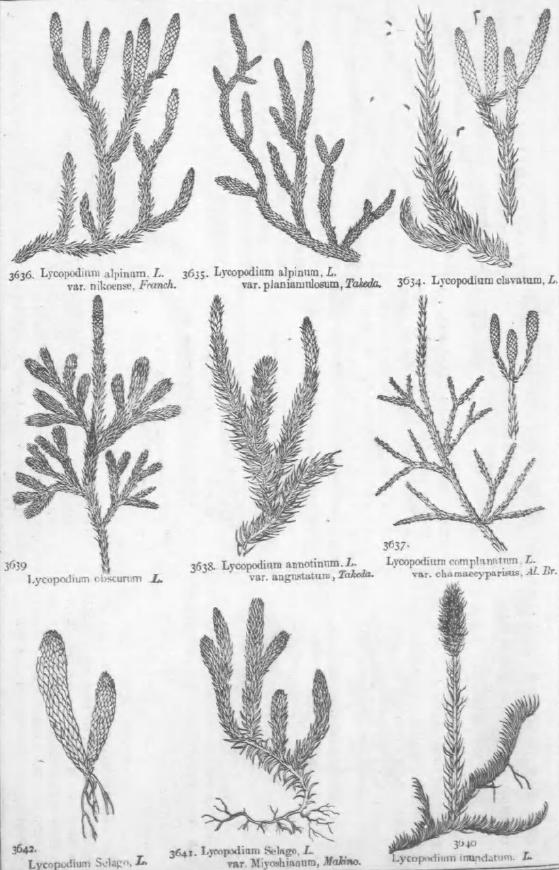
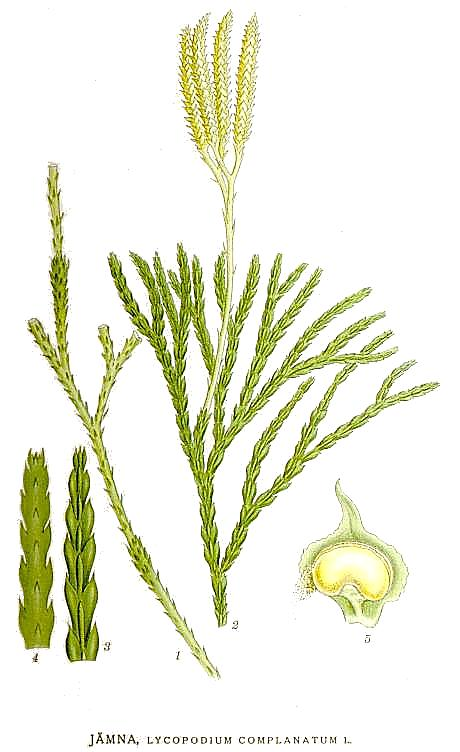